# Núi lửa hình khiên

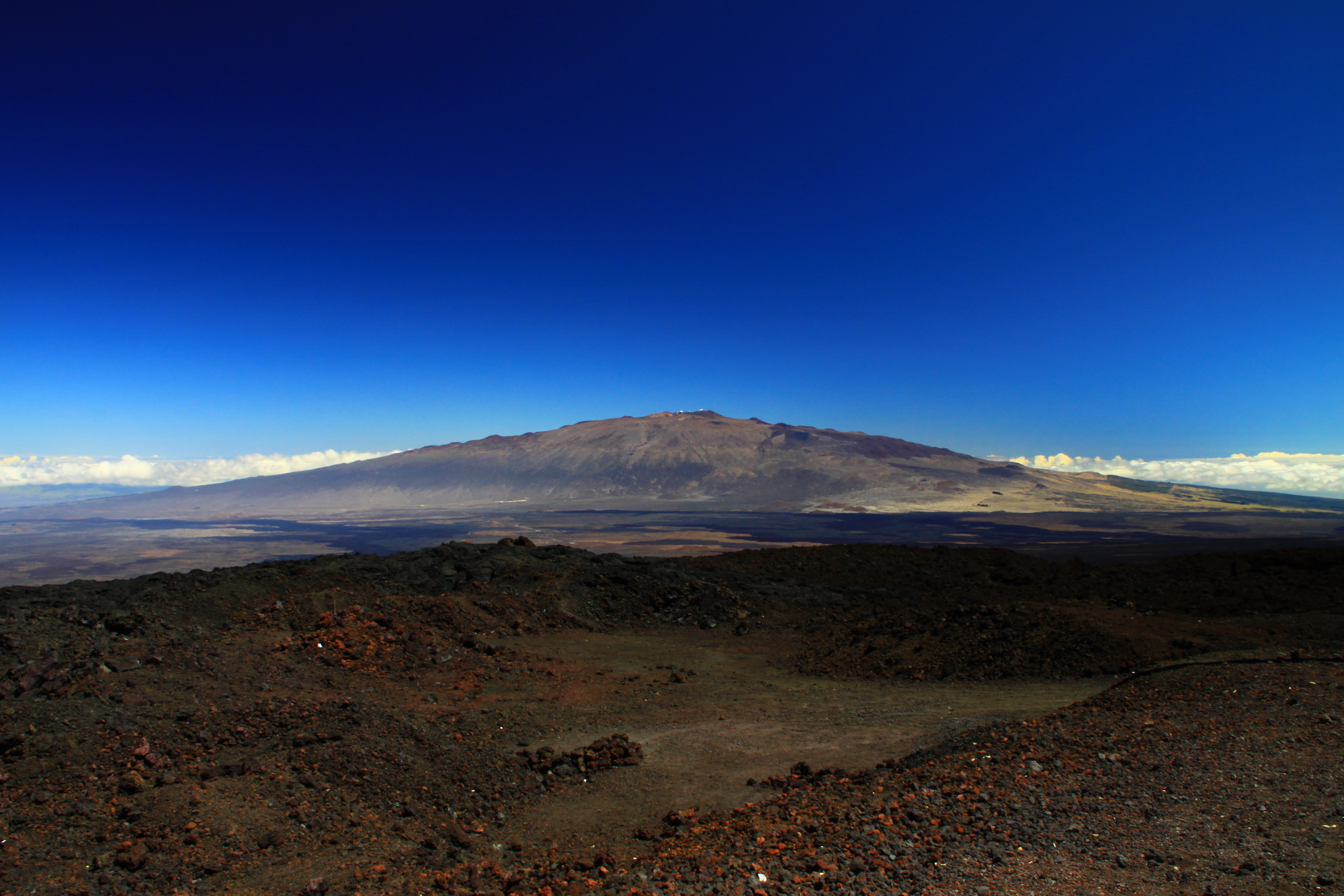
Mauna Kea, Hawaiʻi, một núi lửa hình khiên trên đảo Hawaii lớn.

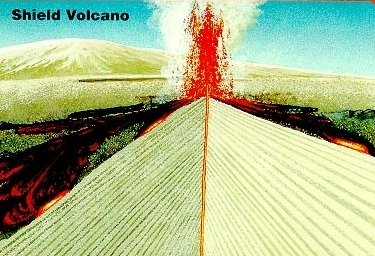
Núi lửa hình khiên

Núi lửa hình khiên (tiếng Anh: shield volcano) là một núi lửa lớn có các sườn phẳng và độ dốc thấp. Tên gọi này có nguồn gốc từ việc phiên dịch từ "Skjaldbreiður", tên gọi một núi lửa hình khiên ở Iceland mà nghĩa của nó là "khiên rộng" vì hình thù của nó giống như một cái khiên của chiến binh thời xưa. Núi lửa hình khiên do các dòng chảy dung nham có độ nhớt thấp (dung nham dễ trôi) hình thành. Kết quả là một núi lửa có hình dáng rộng được hình thành theo thời gian sau các dòng chảy nối tiếp nhau của dung nham bazan tương đối lỏng xuất ra từ các miệng núi lửa hay các vết nứt trên bề mặt núi lửa. Nhiều núi lửa lớn nhất trên Trái Đất là núi lửa hình khiên. Núi lửa hình khiên lớn nhất là núi lửa Mauna Loa trên Đại Đảo (Big Island) của Hawaii; tất cả các núi lửa trong Quần đảo Hawaii là núi lửa hình khiên. Núi lửa hình khiên có thể rất lớn đến nỗi chúng đôi khi được xem như một dãy núi, Ví dụ như dãy núi Ilgachuz và dãy núi Rainbow ở Canada. Các núi lửa hình khiên này được hình thành khi mảng Bắc Mỹ (địa tầng Bắc Mỹ) dịch chuyển phía trên một điểm nóng tương tự như điểm nóng của Quần đảo Hawaii có tên là Điểm nóng Anahim. Các ví dụ khác về núi lửa hình khiên có thể tìm được thấy tại Washington, Oregon, và Quần đảo Galapagos. Piton de la Fournaise trên Đảo Réunion là một trong các đảo hình khiên còn hoạt động mạnh nhất trên địa cầu mà mỗi năm trung bình có một lần phun trào.
Độ nhớt của macma khi tới mặt đất lệ thuộc vào cấu tạo hỗn hợp và nhiệt độ của nó. Các núi lửa hình khiên tại Quần đảo Hawaii phun trào chất macma nóng đến 1.200 °C (2.200 °F) so với 850 °C (1.560 °F) đối với đa số các núi lửa lục địa thường có hỗn hợp dung nham axit. Do độ lỏng của dung nham nên sự phun trào của núi lửa hình khiên thường không gây ra tiếng nổ. Tiếng nổ dữ dội nhất sẽ xảy ra nếu nước lọt vào bên trong miệng núi lửa mặc dù hơi giãn nở trong macma có thể tạo ra dòng dung nham có độ nhớt thấp.

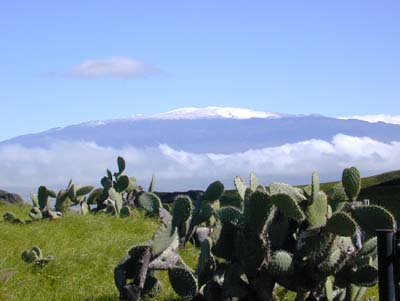
Mauna Kea là một núi lửa hình khiên trên Đảo Hawaii có chút ít sương tuyết.

Núi lửa hình khiên được biết là có trên các hành tinh khác. Núi được biết lớn nhất trong hệ Mặt Trời là Olympus Mons trên sao Hoả. Nó là một núi lửa hình khiên được cho rằng đã tắt. Các núi lửa hình khiên trên Sao Hỏa thì cao hơn và to hơn những núi lửa như thế trên Trái Đất. Điều này có thể được giải thích là vì thiếu các mảng kiến tạo trên sao Hoả.
Trên Trái Đất, do địa tầng kiến tạo, các núi lửa điểm nóng dần dần dịch chuyển khỏi các nguồn macma của chúng và vì vậy các núi lửa nhỏ hơn khi so với trường hợp nó không bị dịch chuyển. Các núi lửa hình khiên thường hình thành dọc theo phân giới lệch đi hay các điểm nóng. Tuy nhiên, vô số các núi lửa hình vòng lớn của Dãy núi Cascade tại Bắc California và Oregon thì nằm trong một môi trường khá phức tạp hơn.

## Các núi lửa hình khiên trên thế giới

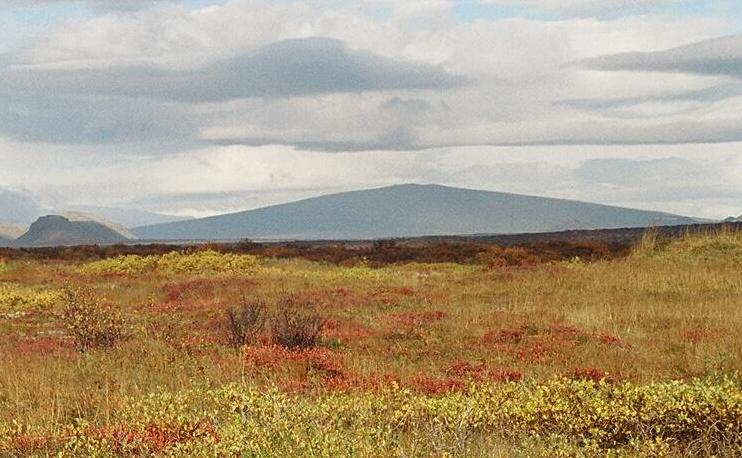
Skjaldbreiður có nghĩa là một núi lửa hình khiên

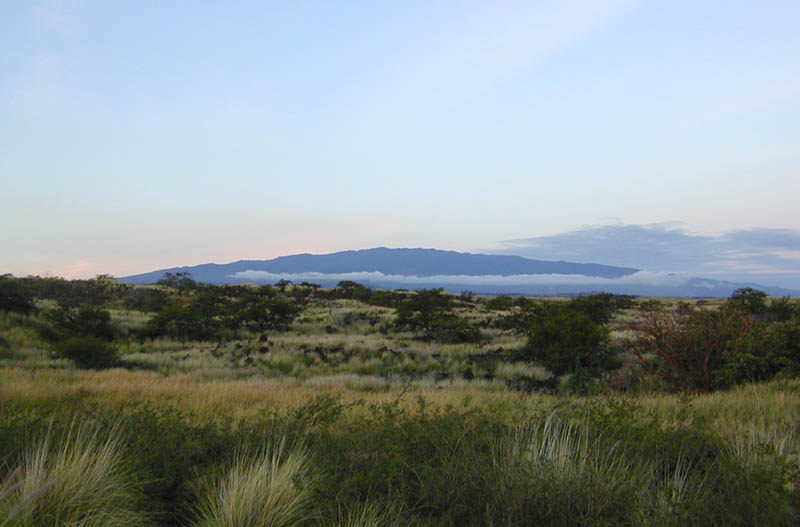
Hualālai, hình dạng đặc trưng của một núi lửa hình khiên

- Núi Edziza (British Columbia, Canada)
- Mauna Kea (Hawaii, Hoa Kỳ)
- Mauna Loa (Hawaii, Hoa Kỳ)
- Dãy núi Ilgachuz (British Columbia, Canada)
- Dãy núi Cầu vòng (British Columbia, Canada)
- Itcha Range (British Columbia, Canada)
- Kilauea (Hawaii, Hoa Kỳ)
- Menengai (Mengenai, Ethiopia)
- Núi lửa Medicine Lake (California, Hoa Kỳ)
- Vòm Lunar (Mặt Trăng)
- Núi Moulton (Vùng đất Marie Byrd, Nam Cực)
- Núi Andrus (Vùng đất Marie Byrd, Nam Cực)
- Indian Heaven (Washington, Hoa Kỳ)
- Núi Warning (hay Núi lửa Tweed), (New South Wales, Úc)
- Verkhovoy (Kamchatka, Nga)
- Olympus Mons (Sao Hỏa)
- Dãy Level Mountain (British Columbia, Canada)
- Đảo Lord Howe (Thái Bình Dương, Úc)
- Núi Sanford (Alaska, Hoa Kỳ)
- Núi Elgon (Uganda/Kenya)
- Three Fingered Jack (Oregon, Hoa Kỳ)
- Kohala (Hawaii, Hoa Kỳ)